# Chalcidicum

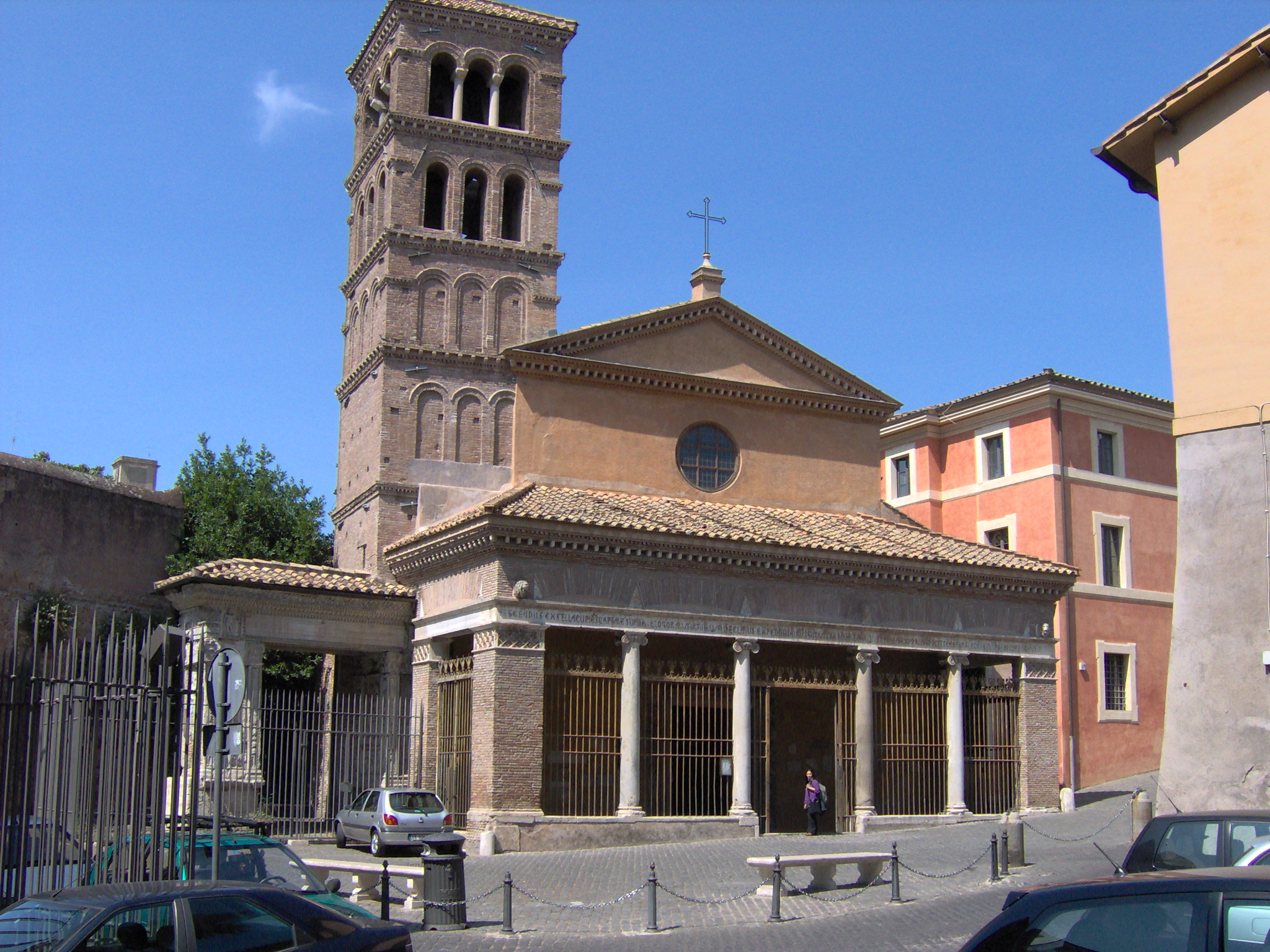
Chalcidicum de l'église San Giorgio in Velabro.

Le chalcidicum désigne en architecture romaine une sorte de porche monumental, qu'on trouve notamment dans les basiliques.
Couvert d'un toit, il est supporté par des colonnes et attaché à la façade principale d'un édifice.
Son nom provient de la ville de Chalcis où ce type de construction fut probablement utilisé pour la première fois et sans doute plus qu'ailleurs.